# Синий дакнис
Синий дакнис (лат. Dacnis cayana) — птица из семейства танагровых (Thraupidae).

## Описание
У вида присутствует выраженный половой диморфизм. У самцов бирюзовое и чёрное оперение. Самки напротив окрашены преимущественно в зелёный и серый цвет. Они достигают длины от 10 до 12 см. Пение птиц напоминает тихое шептание.

## Распространение
Распространён от Никарагуа до Тринидада и Венесуэлы, а также от Колумбии до Парагвая и юга Бразилии.

## Размножение
Своё чашеобразное глубокое гнездо строят в кустарнике. Подстилкой служат травы, растительные волокна и шерсть растений. Самка откладывает от 2 до 3 яиц, высиживание которых продолжается 13 дней.